# 丁憂
丁憂（ていゆう）は、父母または祖父母等の直系尊属が死去した際に服喪することを意味し、多くは前近代の官人の服喪に対して使用された。その起源は前漢に遡り、宋にいたるまで官人の間で重視された制度であった。「丁」の訓読みは「あたる」。尓雅・釈詁に「丁とは、当なり」とある。丁憂あわせて、憂(悲しみ)に遭うこと。
古代中国では父母の死去に際し、子女は3年間（実際には25ヶ月）の服喪を行い、結婚その他の喜事を忌避する必要があった。前漢代には官人は丁憂として3年の服喪期間が定められている。その後の歴代王朝では、孝を統治を基本としていたため、官員は丁憂に際しその職を辞して服喪することが義務付けられ、3年後に復職されるとされた。しかし朝廷に特別の事情がある場合、丁憂を行わせない奪情の制度もあった。
丁憂に際し、それを秘匿し行わなかった者に対しては解任の処分とされていた。